# Động đất Luzon 1983
Động đất Luzon 1983 (tiếng Anh: 1983 Luzon earthquake) là trận động đất xảy ra vào lúc 20:17:56 (PST), ngày 17 tháng 8 năm 1983. Trận động đất có cường độ 6.5 richter, tâm chấn độ sâu khoảng 28,8 km. Không có cảnh báo sóng thần cho trận động đất này. Hậu quả trận động đất đã làm 16 người chết, 47 người bị thương.